# Ой ходить сон коло вікон
«Ой ходить сон коло вікон» — українська народна пісня, колискова.

## Публікації пісні

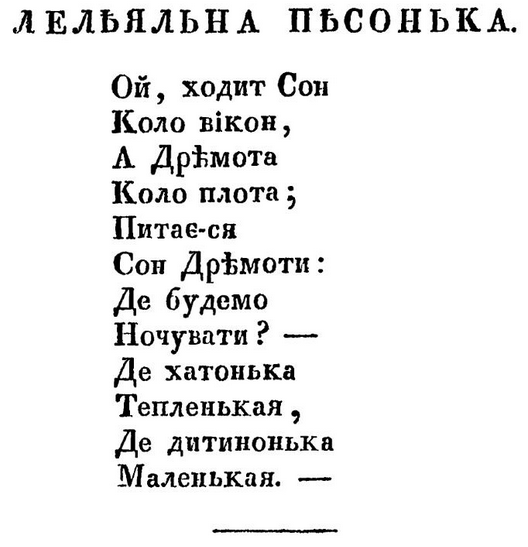
Фрагмент сторінки 35 альманаху «Русалка Дністровая», 1837

Перші записи тексту пісні були зроблені у ХІХ столітті. Зокрема в альманасі «Русалка Дністровая» у 1837 році на сторінці 35. Там вона позначена як «леліяльна».
На сторінці 65 збірки Миколи Гатцука «Ужинок рідного поля», виданій у Москві 1857 року 

## Записи пісні
- Державна академічна хорова капела Української РСР «Думка» — Українські народні пісні в обробці О.Кошиця і М.Леонтовича [3]
- Квітка Цісик. Пісні з України (1980)[4]
- Київський камерний хор. Касета «Радійте, співайте» (1990) Yevshan Records — CYFP 3002[5]
- Ілларія — альбом «13 місяців».
- Тіна Кароль — альбом «Интонации».
- Наталія Цуприк — сингл «Oj Hodyt Son» [6]
- Гурт ONUKA — альбом «KOLIR».
- Соломія Чубай  — альбом "Колискові для Олекси"

## Цікавий факт
Американський композитор Джордж Гершвін 1935 року написав арію «Summertime» для опери «Поргі та Бесс». За словами Алексіс Кохан, Гершвін написав цю композицію під враженням від української колискової пісні «Ой ходить сон коло вікон», яку він почув у Нью-Йорку у виконанні Українського національного хору під керуванням Олександра Кошиця у 1929 році. Арія була написана у лютому 1934 року, однак повністю партитура опери була завершена 20 місяцями пізніше.